# 굿모닝FM 조문주입니다
굿모닝FM 조문주입니다는 울산MBC FM4U(FM 98.7MHz)에서 평일 오전 7시부터 9시까지 방송 된 DJ 조문주 진행하는 아침정보 라디오 프로그램이다.

## 프로그램 소개
- 아침시간을 넘어, 하루를 책임집니다. 지역 최고 방송사 울산 MBC가 만드는 지역 유일의 출근길 프로그램 지역에서 가장 빠르게 애청자를 만나는 시간 새로운 구성 도입으로 아침 시간을 넘어 청취자의 24시간을 사로잡습니다. 이 뉴스, 저 정보 찾아 방황은 이제 그만!! 오늘 아침 뉴스, 스포츠, 건강정보, 출근길 교통상황까지 하루를 시작하는데 알아야할 생생한 정보들을 한자리에 모았습니다. 정보가 재미없다는 편견은 버리세요~ 위트있고 재미있게 가공한 굿모닝FM만의 ‘오늘’에 대한 특급 브리핑 주입식 라디오는 가라, 비상 안테나를 켜둘게~ 출근길 직장인은 물론, 주부와, 등교하는 학생들까지 모두 모여 활력 넘치는 아침 이야기를 만드는 곳. 청취자와 소통을 위한 쌍방향 커뮤니케이션 안테나를 늘 켜두고 있습니다. 청취자 참여를 극대화 시킨, 참여 개방형 프로그램으로 감동과 웃음 모두 놓치지 않는 방송, 하루의 에너지를 그대로 담은 방송을 만들어 갑니다.

## 코너 소개

### 평일 코너
- 월요일 ~ 금요일 1부 : 이슈 & 있슈 - 오늘 아침 핫 이슈부터 핫뉴스까지, '핫한 키워드'들 발빠르게 핵심만 콕콕 짚어서 전해드립니다.
- 월요일 2부 : 동심퀴즈 Rep.남선영 - 아이들의 순수한 시선으로 본 세상 이야기를 들어봅니다. 아이들의 눈높이에서 본 알쏭달쏭 퀴즈를 맞추면 푸짐한 선물이 쏟아집니다.
- 화요일 2부 : 간보기 퀴즈 - 아는 맛이 더 무섭구요. 아는 노래가 더 감질납니다. 알 듯 말 듯 밀당이 있는 맛, 간보기 퀴즈.
- 수요일 2부 : 쥬씨네 상영관 - 영화 속 OST, 드라마 속 명대사들로 명작을 다시 더듬어 보는 시간, 쥬씨네 상영관
- 목요일 2부 : 숨은 가사 찾기 - 노래 속 가사를 '삐리리'로 숨겨놓았어요. 숨겨진 가사를 찾아주세요.
- 금요일 2부 :  노란 주유소를 찾아라 Rep.정승현 - S-Oil과 함께하는 내 삶의 에너지가 되는 하루, 주유소에 들른 손님을 직접 만나보고, 사는 이야기를 들어봅니다.
- 월요일 3부 : 노래의 뿌리를 찾아서 - 가지는 제각각 달라도 뿌리는 하나로 연결돼 있는 노래들의 뿌리 찾기.
- 화요일 3부 : 들어드림 상담소 - 의료, 재테크, 심리, 애완동물 키우기까지 각 분야의 전문가들과 함께 하는 전문 상담 코너.
- 수요일 3부 : 이집 클래식(육수근 교수) - 클래식이 어렵다는 편견은 버려! 친절한 해설과 사람 사는 이야기가 곁들어진, 소탈한 '음악 감상 시간'
- 목요일 3부 : 투뿔쇼 Guest. 울산 나얼 방성우 - 뷰티풀한 세상, 원더풀하게, 투뿔 최상급 소고기처럼 맛있고, 하루를 시작하는 최상의 플러스 에너지를 모아 드립니다. 사연을 보내주시면 맞춤처방 노래들로, 즉시 해결해 드리고, 지금 당장 듣고 싶은 노래들, 즉석 라이브로 들려드립니다.
- 금요일 3부 : 먹빵 퀴즈 - 금요일엔 빵먹자, 먹거리 문제 맞추면 빵을 드립니다. 문제로 한번 먹고, 진짜 빵도 먹고, 2가의 맛의 퀴즈
- 월요일 ~ 금요일 4부 : 오늘 아침 화제의 검색어 (+한줄 퀴즈) - 오늘 아침 주요뉴스와 화제의 검색어들 모아서 전해드리고, 뉴스 속에 답이 있는 한줄 퀴즈로, 선물의 행운까지 드립니다.

## 같이 보기
- 울산문화방송
- MBC FM4U
- 굿모닝FM 테이입니다